# アンドリュー・スコット・ウォー

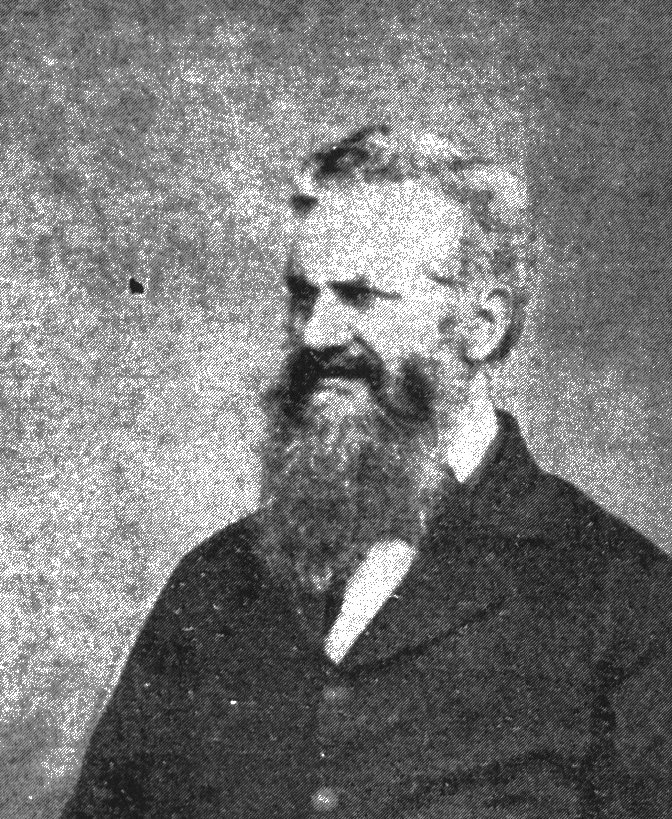
1861年に退任した際のアンドリュー・スコット・ウォー。

サー・アンドリュー・スコット・ウォー少将 (Andrew Scott Waugh、1810年2月3日 - 1878年2月21日）は、イギリス陸軍の士官、測量官で、後にはもっぱら世界最高峰の山に、インド測量局長官 (Surveyor-General of India) の前任者サー・ジョージ・エベレストに因んだ命名（エベレスト）をしたことで知られた。

## 生い立ち
ウォーは、1810年に生まれ、ベンガル工兵隊 (Bengal Engineers) に入隊した。

## 経歴

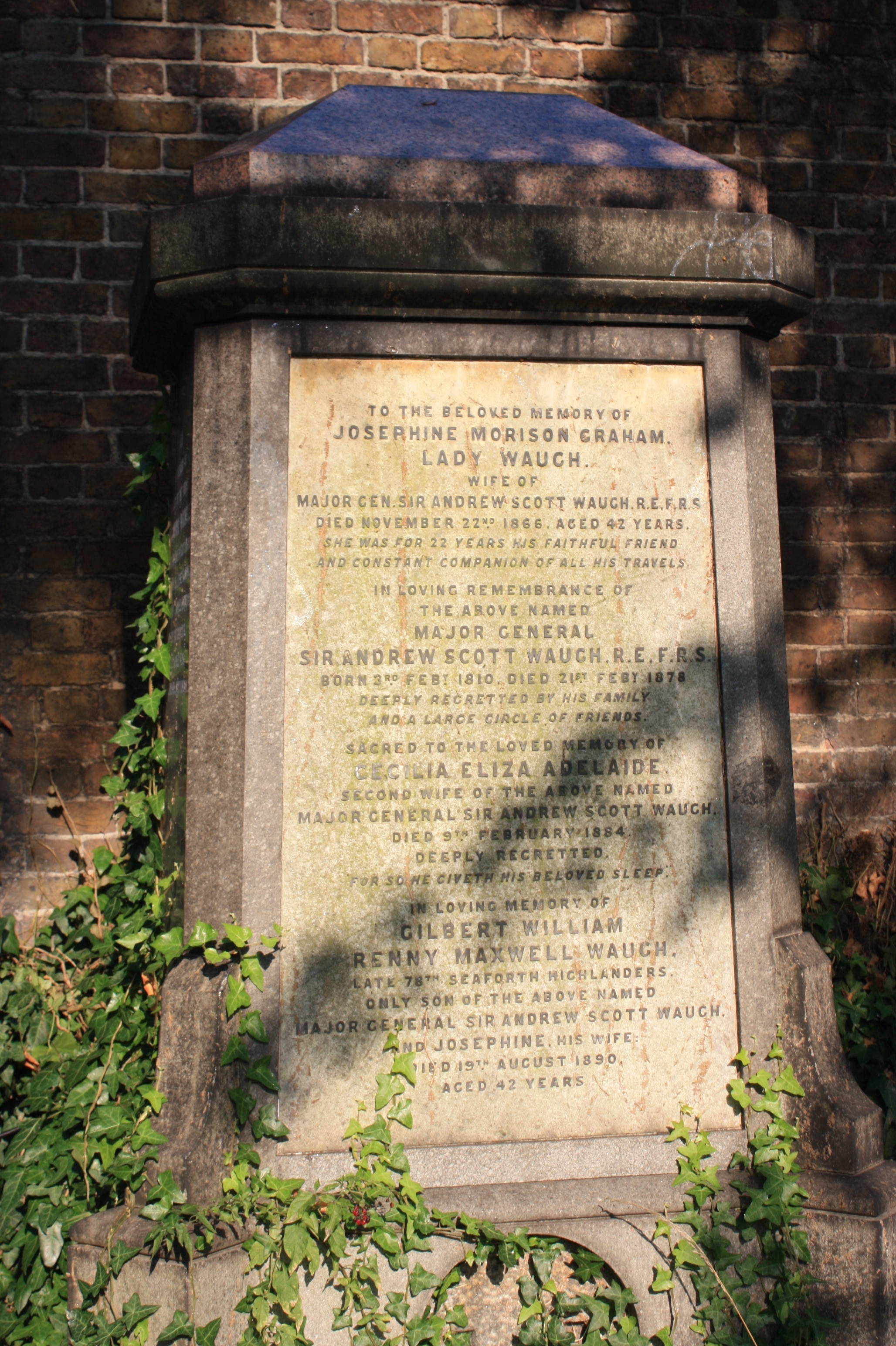
ブロンプトン墓地にある、アンドリュー・スコット・ウォーの墓

1832年、まだ若い士官だったウォーは、インド大三角測量の仕事に就いたが、これはエベレストがインド測量局長官に就任してから2年後のことであった。エベレストが1843年に退任すると、ウォーが後任の測量局長官となって、エベレストの下でたどり着いたヒマラヤ山脈から先の測量を続けることとなった。
しかし、この地域の標高の高さは、予測不能の気象とも相まって、1847年以前には、ほとんど有益な情報が得られなかった。コンピュータを用いる手法の登場以前には、何人もの人間によるチームが何ヶ月にもわたって三角測量の原理に基づく計算、分析、外挿を行わなければならなかった。当時の記述によると、1852年にチームのリーダーだったラダナート・シクダールがウォーのもとにやって来て、当時「ピーク15 (Peak XV)」と仮称されていた山峰が、この地域で最も標高が高く、おそらくは世界最高峰であろうと報告した。現地で目視していた観測者たちは、誰一人としてこの山峰が最高峰ではないかと示唆していなかったが、この山峰が目視された6地点がいずれも100マイル (160km) 以上の距離を隔てた場所であったことを考えれば、理解できるところである。 
何らかの誤認の可能性もあると考えたウォーは、この分析結果をしばらく公表しなかったが、1856年にこれを発表し、併せて、前任のインド測量局長官ジョージ・エベレストを讃えて献名することを提案した。この提案は、当時も、その後にも、諸々の議論を引き起こしたが、それはエベレストが、地理的特徴の名称については常々地元の呼称を尊重して採用して来たという経緯があり、ウォーもその方針を受け継いでいたからである。ウォーは、この山峰については地元の呼称が確認できなかったとしたが、チベット語で「チョモランマ」（「世界の母なる女神」の意）という名があることは知らなかった。皮肉なことに、当のエベレスト自身が当時この命名に反対していたにもかかわらず、数年後にはエベレスト山が正式名称として採用された。
エベレスト山の標高は、厳密には29,000 ft (8,839.2 m)と計算されたが、「29000フィート」が概数と誤解されないよう、公式には29,002 ft (8,839.8 m)と発表された。このためウォーは、「エベレスト山の山頂に、2フィート積み上げをした最初の人物 (the first person to put two feet on top of Mount Everest)」と、皮肉交じりに称されるようになった。".
エベレスト山の標高の確定によって、ウォーには様々な賞賛が寄せられた。1857年には王立地理学会が金メダル（パトロンズ・メダル）を贈り、翌年には王立協会のフェローに選ばれた。3年後の1861年には、少将に昇進し、インド測量局長官の職はヘンリー・テュイリエが継いだ。

## 後年
ウォーは1878年に死去し、ブロンプトン墓地の東側の壁沿いの中ほどの位置に埋葬された。

## 私生活
最初の妻、レディ・ウォー (Lady Waugh) は、1866年2月22日に42歳で死去した。
後妻のセシリア・イライザ・アデレード (Cecilia Eliza Adelaide) は、1884年2月9日に死去した。